# Volontaires armés de Nouvelle-Guinée

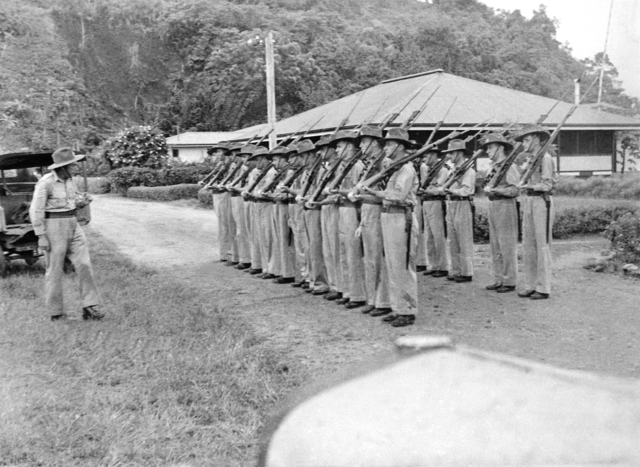
un peloton de la NVGR en avril 1940.

Les Volontaires armés de Nouvelle-Guinée (New Guinea Volunteer Rifles (NGVR)) étaient une unité de milice australienne formée pendant la Seconde Guerre mondiale. La NGVR a été créée en septembre 1939 par des colons blancs de Nouvelle-Guinée et elle a été dissoute à la fin de 1943 lorsque ses membres survivants ont été rattachés à l'Australia New Guinea Administrative Unit (ANGAU). La NGVR a été reformée sous le nom de Volontaires armés de Papouasie-Nouvelle-Guinée (Papua New Guinea Volunteer Rifles (PNGVR)) le 17 mars 1951 et a été dissoute en 1973, peu avant l'indépendance de la Papouasie-Nouvelle-Guinée.